# Claudius Crozet

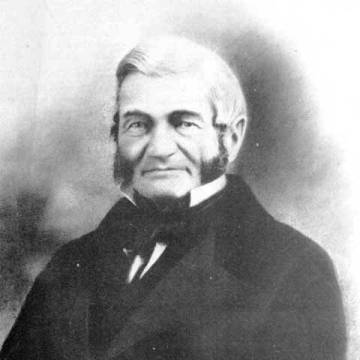
Claudius Crozet

Claude „Claudius“ Crozet (* 31. Dezember 1789 in Villefranche-sur-Saône; † 29. Januar 1864 in Chesterfield County, Virginia) war ein französischer Bauingenieur, der in den USA wirkte.

## Leben
Crozet verlor früh seine Mutter und zog mit dem Vater 1800 nach Paris. Er studierte Ingenieurwesen an der École polytechnique (ab 1805) und an der Artillerieschule in Metz bis 1809. Er nahm als Leutnant an Russlandfeldzug Napoleons teil, wurde zum Hauptmann befördert und geriet bei Borodino in russische Kriegsgefangenschaft. 1814 wurde er entlassen. Danach war er wieder in der Armee Napoleons bis zu seiner Entlassung 1816. Im selben Jahr heiratete er Agathe Decamp, mit der er zwei Töchter und einen Sohn hatte, und emigrierte in die USA, wo er Professor in West Point wurde. Er benutzte ein Lehrbuch der École Polytechnique und schrieb selbst ein Buch über Darstellende Geometrie (1821). Später schrieb er Schulbücher über Arithmetik (1848, 1857).
1823 wurde er Chefingenieur des Virginia Board of Public Works in Richmond (Virginia), wo er hauptsächlich mit der Beurteilung von Verkehrsprojekten befasst war (Straßen, Eisenbahnen, Kanäle). Crozet bekam immer wieder Streit mit offiziellen Stellen – er hatte eine schwierige Persönlichkeit. 1832 arbeitete er deshalb in Louisiana, wo er mit Entwässerungsproblemen für New Orleans befasst war, kehrte aber 1837 auf seinen alten Posten in Virginia zurück. 1843 wurde er entlassen, nachdem er den Unwillen der Kanalbauer erregt hatte, da er Eisenbahnen als bessere Alternative sah. Von ihm stammt eine Karte von Virginia (1848) und er schrieb Bücher über den Entwurf von Straßen, Eisenbahnstrecken und Aquädukten.
Er war einer der Gründer des Virginia Military Institute (VMI), das 1839 eröffnete. Er bestimmte das Curriculum und militärische Trainingsprogramm und wurde nach der Gründung für sechs Jahre Schulratsvorstand.

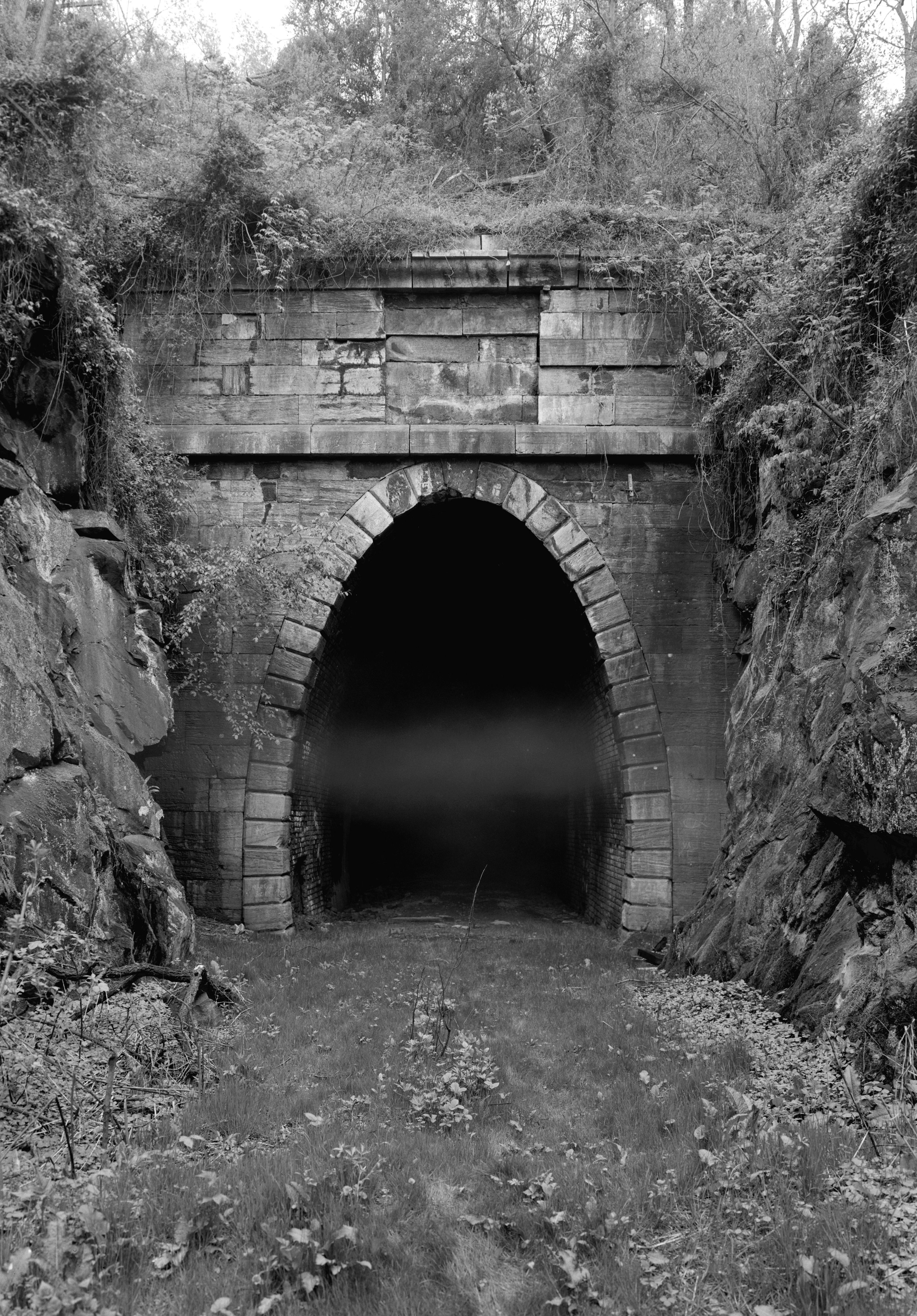
Nordeingang des Blue Ridge Tunnel

Sein Hauptwerk ist der Blue  Ridge Tunnel, einer von vier Tunneln durch die Blue Ridge Mountains von Charlottesville nach Staunton (Virginia) für die Blue Ridge Railroad, deren Chefingenieur er seit 1849 war, und rund 1300 m lang. Er war 1856 fertig, die Eisenbahnlinie (nunmehr Virginia Central Railroad und später Teil der Chesapeake and Ohio Railroad Company) eröffnete zwei Jahre später. Der Tunnel wurde von zwei Seiten begonnen und wich nur 15 cm von der geplanten Strecke ab (der 1944 gebaute Ersatztunnel wich dagegen 1,2 m ab). Der alte Blue Ridge Tunnel wurde später zu einem Fußgängertunnel ausgebaut, Teil des rails to trail Projekts. Bei der Eröffnung 1858 war er schon mit dem Bau eines Aquädukts zur Trinkwasserversorgung für Washington D.C. befasst. 1860 wurde er Chefingenieur der Virginia and Kentucky Railroad. Die Arbeit kam zum Erliegen mit dem Beginn des Bürgerkriegs. Er starb 1864 im Haus seines Schwiegersohns.
Ein Großteil seines Nachlasses ist in der Library of Virginia. Er liegt nach Umbettung 1942 auf dem Friedhof des VMI. In Virginia wurde die Stadt Crozet (Virginia) in Albemarle County 1870 nach ihm benannt.

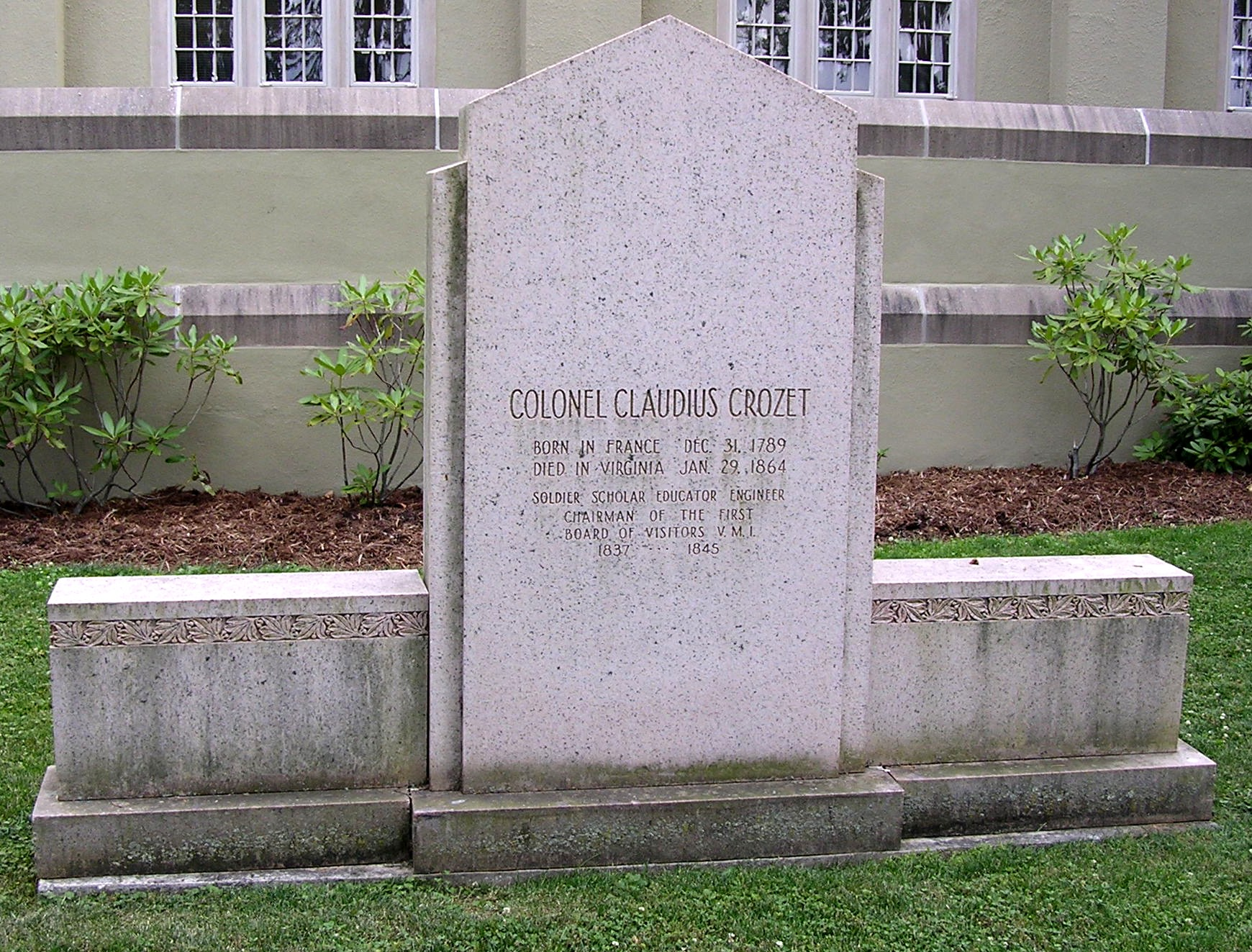
Grab beim VMI